# Palas (Pangkalan Kuras)
Palas is een bestuurslaag in het regentschap Pelalawan van de provincie Riau, Indonesië. Palas telt 1655 inwoners (volkstelling 2010).